# Basslerites (Loculiconcha) ikoroduensis
Basslerites (Loculiconcha) ikoroduensis is een mosselkreeftjessoort uit de familie van de Trachyleberididae. De wetenschappelijke naam van de soort is voor het eerst geldig gepubliceerd in 1970 door Omatsola.